# 第63屆柏林電影節
第63屆柏林影展（德語：63. Internationale Filmfestspiele Berlin）于2013年2月7日至2月17日在柏林举行，香港导演王家卫任主竞赛评审团主席，他执导的作品《一代宗师》为影展的开幕片。
罗马尼亚导演卡林·皮特·内策尔执导的电影《孩童之姿》夺得金熊奖。法国纪录片制作人克劳德·朗兹曼被授予终身成就荣誉金熊奖。

## 評審團成員
- 王家卫：導演。（評審團主席）
- 苏珊娜·比尔：導演。
- 安德里亚斯·德里森：導演。
- 艾倫·庫羅絲（英语：Ellen Kuras）：攝影。
- 詩琳·娜夏特：導演。
- 蒂姆·罗宾斯：演員。
- 雅典娜·瑞秋·特桑加里（希臘語：Αθηνά Ραχήλ Τσαγγάρη）：製片人、導演。

## 主竞赛片
以下19部作品竞争金熊奖和银熊奖，並依首映日期排序：
| 片名                 | 原文片名                                  | 導演                          | 出品國                    |
| -------------------- | ----------------------------------------- | ----------------------------- | ------------------------- |
| 《以慾望之名》       | W imię...                                 | 瑪寇札塔·叔莫斯卡             | 波蘭                      |
| 《心靈勇氣》         | Promised Land                             | 葛斯·范·桑                    | 美国                      |
| 《天堂：望》         | Paradies: Hoffnung                        | 伍瑞克·賽德爾                 | 奥地利、 法國、 德国      |
| 《漫長幸福的人生》   | Долгая счастливая жизнь                   | 鲍里斯·柯烈尼可夫             | 俄羅斯                    |
| 《北國淘金夢》       | Gold                                      | 湯瑪斯·阿斯藍                 | 德国                      |
| 《這該死的愛》       | The Necessary Death of Charlie Countryman | 弗雷德里克·邦德               | 美国                      |
| 《去她的第二春》     | Gloria                                    | 賽巴斯蒂安·雷里奧             | 智利、 西班牙             |
| 《情慾修道院》       | La Religieuse                             | 紀洛姆·尼克婁                 | 法國、 德国、 比利时      |
| 《在世界邊緣遇見熊》 | Vic+Flo ont vu un ours                    | 德尼·柯特                     | 加拿大                    |
| 《愛的佔有慾》       | Poziţia Copilului                         | 卡林·皮特·內策爾              | 羅馬尼亞                  |
| 《嫌犯萊拉》         | Layla Fourie                              | 琵雅·瑪萊斯                   | 德国、 南非、 法國、 荷蘭 |
| 《好戲不散場》       | پرده                                      | 賈法爾·帕納希 坎布茲亞·帕多維 | 伊朗                      |
| 《藥命關係》         | Side Effects                              | 史蒂芬·索德柏                 | 美国                      |
| 《最後的卡蜜兒》     | Camille Claudel 1915                      | 布魯諾·杜蒙                   | 法國                      |
| 《三不管人生》       | Epizoda u životu berača željeza           | 丹尼斯·塔諾維奇               | 、 法國、 斯洛維尼亞      |
| 《雪崩王子》         | Prince Avalanche                          | 大衛·戈登·格林                | 美国                      |
| 《青春殘酷練習曲》   | Асланның сабақтары                        | 埃米爾·拜加津                 | 、 德国                   |
| 《無人的女兒海媛》   | 누구의 딸도 아닌 해원                     | 洪常秀                        |                           |
| 《她的搖擺上路》     | Elle s'en va                              | 艾曼紐·貝考                   | 法國                      |

## 獲獎名單
- 金熊獎：《愛的佔有慾》 - 卡林·皮特·內策爾[12]
- 評審團大獎銀熊獎：《三不管人生》 - 丹尼斯·塔諾維奇
- 最佳導演銀熊獎：大衛·戈登·格林 -  《無路用之王》
- 最佳劇本銀熊獎：賈法爾·帕納希 -  《好戲不散場（英语：Closed Curtain）》
- 最佳男演員銀熊獎：納齊夫·穆吉奇 - 《三不管人生》
- 最佳女演員銀熊獎：寶琳娜·賈西亞（英语：Paulina García）  - 《去她的第二春（西班牙语：Gloria (película de 2013)）》
- 傑出藝術貢獻銀熊獎（攝影）：Aziz Zhambakiyev - 《青春殘酷練習曲》
- 亞佛雷德鮑爾獎：《在世界邊緣遇見熊（法语：Vic+Flo ont vu un ours）》 - 德尼·柯特
- 評審團特別獎：
  - 《心靈勇氣》 - 葛斯·范·桑
  - 《嫌犯萊拉（英语：Layla Fourie）》 - 琵雅·瑪萊斯（德语：Pia Marais）

### 其他
- 榮譽金熊獎（終身成就獎）：克勞德·朗玆曼
- 最佳電影處女作獎：《火箭》The Rocket
- 最佳電影處女作獎特别獎：《塔巴图的战争》The Battle of Tabato
- 最佳短片金熊獎：《逃亡》The Runaway
- 最佳短片評審團獎：《保持安静》Remains Quiet

### 費比西獎
- 正式競賽單元：《愛的佔有慾》 - 卡林·皮特·內策爾
- 電影大觀：《烈火摯愛（英语：Inch'Allah (2012 film)）》 -  昂娜伊絲·芭波-拉法雷特（英语：Anaïs Barbeau-Lavalette）